# Pedro Piquet
Pedro Piquet (Brasilia, 3 juli 1998) is een Braziliaans autocoureur. Hij is de zoon van drievoudig Formule 1-kampioen Nelson Piquet en de jongere broer van inaugureel Formule E-kampioen Nelson Piquet jr.

## Carrière
Piquet begon zijn autosportcarrière in het karting op achtjarige leeftijd in 2006. Tijdens zijn periode in het karting won hij vele kampioenschappen, waaronder drie nationale titels.
In 2014 maakte Piquet de overstap naar het formuleracing. Hij maakte zijn debuut in de Nieuw-Zeelandse Toyota Racing Series voor het team M2 Competition. Hij had echter veel moeite met de eerste zes races, waarin zijn beste resultaat een dertiende plaats was. Na deze races moest hij het kampioenschap verlaten vanwege leeftijdgerelateerde problemen met zijn licentie. Vervolgens maakte hij zijn Formule 3-debuut in het hernieuwde Braziliaanse Formule 3-kampioenschap, waarbij hij voor het team Césario F3 uitkwam. Hij kende een zeer succesvol seizoen waarin hij 11 van de 16 races won en op overtuigende wijze kampioen werd. Hiernaast won hij dat jaar ook de Braziliaanse Porsche GT3 Cup Challenge, behaalde hij een podium in het Global Rallycross Championship en reed hij een race in de Braziliaanse Mercedes-Benz Challenge C250 Cup.
In 2015 bleef Piquet in de Braziliaanse Formule 3 rijden om in zijn thuisland zijn studie af te ronden. Opnieuw uitkomend voor Cesário won hij tot het voorlaatste raceweekend twaalf races, waarvan elf op een rij. Ook dit seizoen werd hij met grote overmacht kampioen. Hiernaast deed hij ook enkele race-ervaring op in Europa, waar hij als gastcoureur aan twee races van de Porsche Supercup deelnam. Ook reed hij opnieuw in de Braziliaanse Porsche GT3 Cup Challenge, waarin hij twee podiumplaatsen behaalde. Tijdens een race op het Autódromo Internacional Ayrton Senna kwam Piquet tijdens de eerste ronde in aanraking met een andere coureur, waardoor hij van de baan raakte en negen keer over de kop sloeg. Hij overleefde de crash zonder al te zware verwondingen.
In 2016 keerde Piquet terug naar de Toyota Racing Series, waarin hij opnieuw uitkwam voor M2 Competition. Met twee overwinningen op Teretonga Park en Hampton Downs Motorsport Park werd hij vijfde in de eindstand met 710 punten. Hierna maakte hij dat jaar de overstap naar het Europees Formule 3-kampioenschap, waar hij voor het team Van Amersfoort Racing uitkwam. Hij kende een redelijk debuutseizoen, waarin hij vijf keer in de top 10 eindigde, met een zesde plaats op Spa-Francorchamps als beste resultaat. Met 19 punten werd hij negentiende in het kampioenschap. Hiernaast kwam hij uit in de Masters of Formula 3 en de Grand Prix van Macau, waarin hij respectievelijk zesde en negende werd.
In 2017 reed Piquet zijn tweede volledige seizoen in de Toyota Racing Series voor M2. Met drie overwinningen op Teretonga, het Bruce McLaren Motorsport Park en het Circuit Chris Amon was hij lange tijd op weg naar de titel, totdat zijn rivaal Thomas Randle hem in de laatste ronde van het kampioenschap inhaalde in de strijd om de derde plaats in de race, waardoor hij kampioen werd. Piquet eindigde als tweede met 850 punten, vijf minder dan Randle. Aansluitend keerde hij terug in de Europese Formule 3, waarin hij opnieuw uitkwam voor Van Amersfoort. Hij behaalde één podiumplaats op de Norisring, maar scoorde verder slechts sporadisch punten en eindigde op de veertiende plaats in het klassement met 80 punten.
In 2018 maakte Piquet de overstap naar de GP3 Series, waarin hij uitkwam voor het team Trident. Hij won twee races op Silverstone en het Autodromo Nazionale Monza en behaalde twee andere podiumplaatsen op het Circuit Paul Ricard en de Red Bull Ring. Met 106 punten eindigde hij op de zesde plaats in het kampioenschap.
In 2019 werd de GP3 vervangen door het nieuwe FIA Formule 3-kampioenschap, waarin Piquet zijn samenwerking met Trident voortzette. Op het Circuit Paul Ricard behaalde hij twee podiumplaatsen, voordat hij de hoofdrace op Spa-Francorchamps wist te winnen. In de rest van het seizoen stond hij niet meer op het podium, waardoor hij vijfde werd in het klassement met 98 punten.
In 2020 stapte Piquet over naar de Formule 2, waarin hij uitkwam voor het team Charouz Racing System. Hij kende een moeilijk seizoen waarin hij enkel met een zevende plaats op het Circuit de Barcelona-Catalunya en een tiende plaats op het Bahrain International Circuit tot scoren kwam. Hij lag echter op koers voor een podiumplaats in een andere race in Bahrein, maar met enkele ronden te gaan moest hij met pech uitvallen. Met 3 punten eindigde hij als twintigste in het kampioenschap. In 2021 keert hij niet terug in de klasse vanwege een gebrek aan sponsorgeld.